# Qatar Airways
Qatar Airways Company Q.C.S.C., zkráceně Qatar Airways, jsou katarské státní aerolinky. Hlavní základna se nachází na letišti Dauhá–Hamad, odkud aerolinky létají asi do 150 destinací po celém světě s pomocí téměř 200 letadel (2017). Od roku 2013 je tato společnost členem letecké aliance Oneworld. Qatar Airways zaměstnávají přes 30 000 zaměstnanců, 17 000 pracuje přímo pro Qatar Airways a zbylých 13 000 zaměstnávají nepřímo, přes dceřiné společnosti.[kdy?] V současné době Katarské království vlastní 50% akcií a zbytek vlastní soukromí investoři.[kdy?]
Jedná se o jednu ze tří hlavních společností na Blízkém východě – spolu s Emirates a Etihad Airways z Spojených arabských emirátů.
Společnost sponzoruje několik fotbalových týmů i různé akce, například Mistrovství světa ve fotbale 2022, které se odehrálo v Kataru.

## Historie

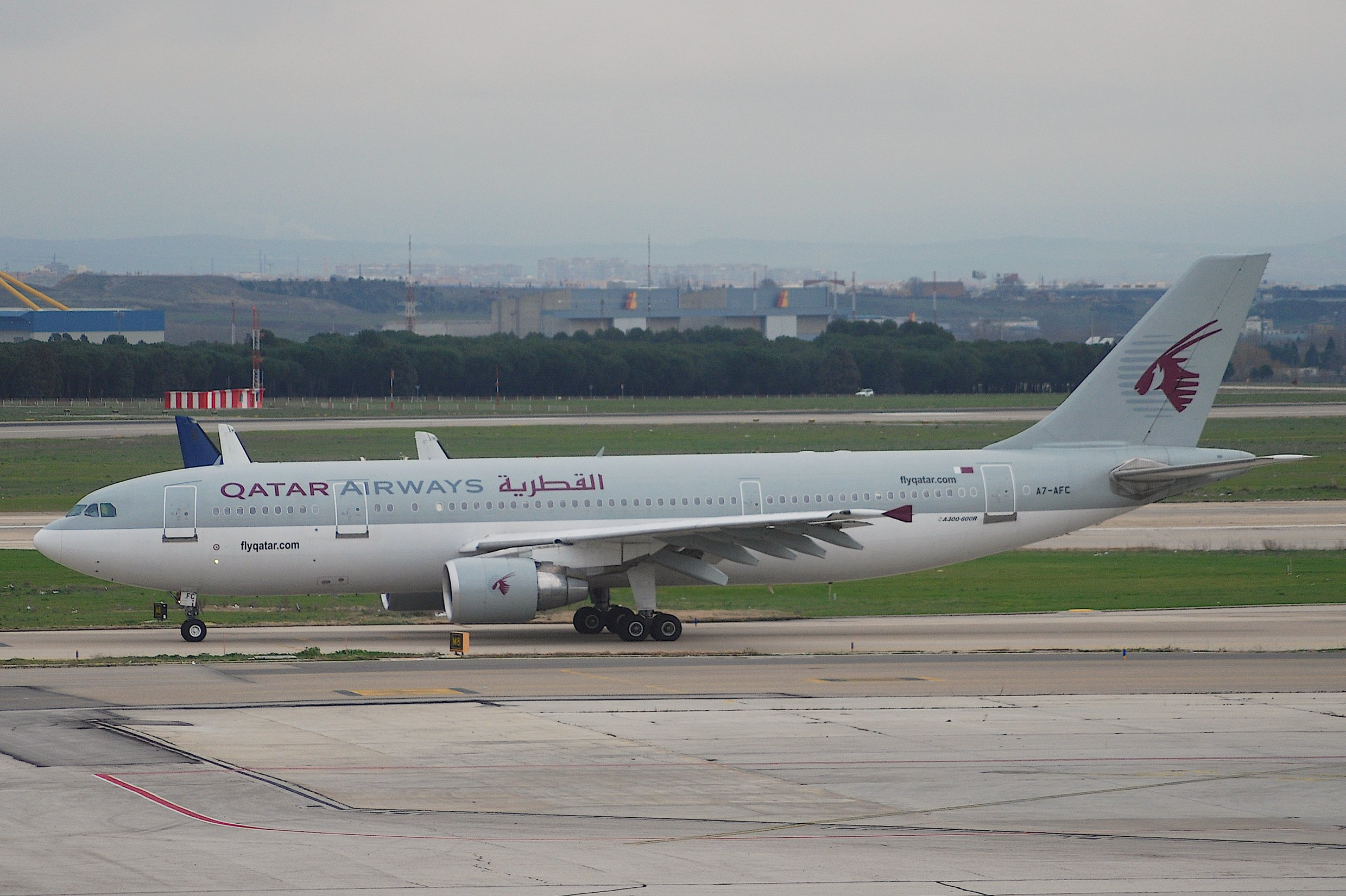
První komerční letoun Qatar Airways – Airbus A300 na letišti v Curychu, 2007

Qatar Airways byly založeny 22. listopadu 1993 pro služby katarské královské rodiny. První let se konal s pronajatým letadlem Boeing 767-200ER od Kuwait Airways 20. ledna 1994. O čtyři roky později, v roce 1997 se Qatar Airways staly komerčním leteckým dopravcem, předtím sloužily jen soukromě královské rodině. První vlastní letadlo si aerolinka koupila 24. března 1997, a to Airbus A300-600. Dne 1. února 1999 aerolinkám byl doručen první Airbus A320-200, který si pronajaly od leasingové společnosti Singapore Aircraft Leasing Enterprise. V květnu roku 2002 měly Aerolinky 21 letadel. Dne 10. května 2003 Qatar Airways přebíraly první letadlo Airbus A330-200.

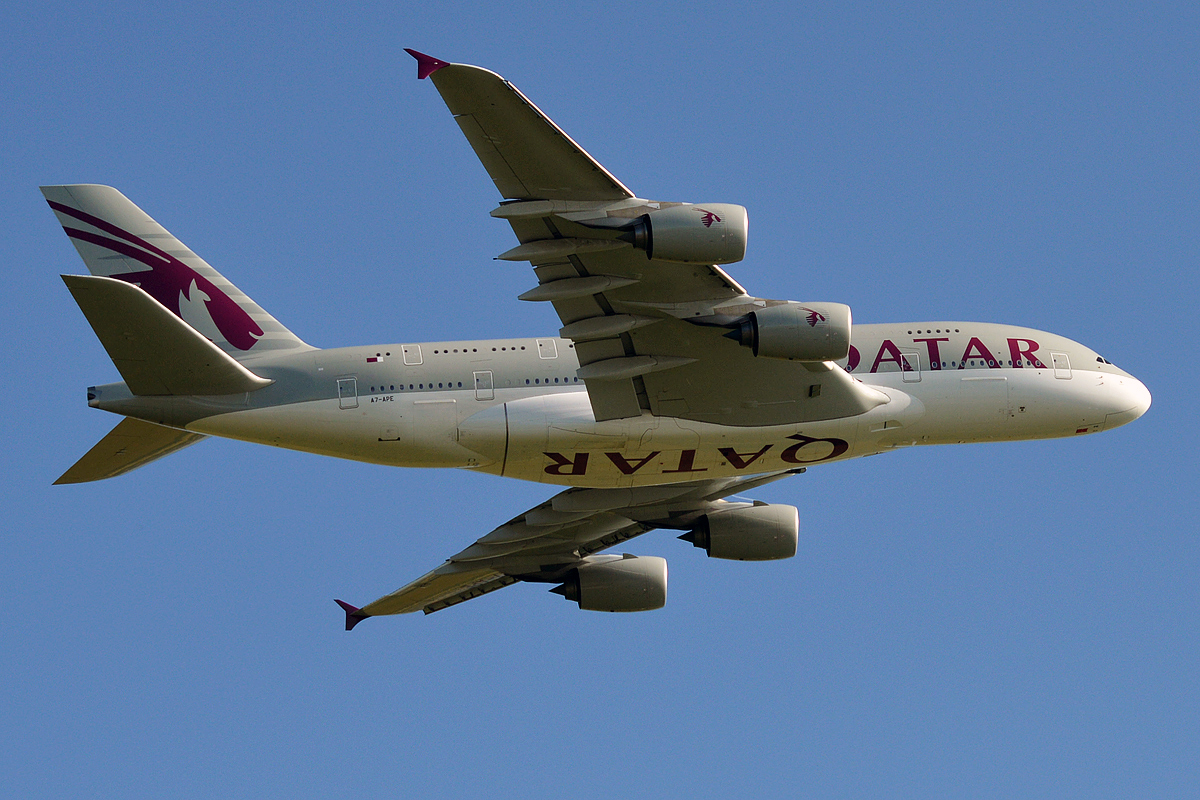
Největší dopravní letoun světa Airbus A380 společnosti Qatar Airways

Na dubajské Airshow si 11. ledna 2004 objednaly Qatar Airways letouny velké kapacity Airbus A380-800 a Airbus A340-600. První A340 dostaly aerolinky 8. září 2006. Jednalo se také o první leteckou společnost, která si objednala letoun Airbus A350, a to 18. června 2007 na pařížském aerosalonu. Předběžná cena byla 16 miliard amerických dolarů za 80 strojů. Dne 27. června 2007 se uskutečnil první let společnosti Qatar Airways z Dauhá do amerického New Yorku (na letiště JFK).
Dne 11. listopadu 2007 proběhla objednávka mezi Qatar Airways a firmou Boeing na 60 letadel Boeing 787-8 a 32 letadel Boeing 777. O osmnáct dní později se objevil první letoun Boeing 777-300ER na letišti v Dauhá. O dva roky později, 3. ledna roku 2009 byl doručen první Boeing 777-200LR. Dne 15. června 2009 na pařížském aerosalonu se mezi firmou Airbus a Qatar Airways uskutečnila další objednávka, a to na 20 letadel Airbus A320-200 a Airbus A321-200 v hodnotě 1,9 miliard dolarů. Společnost 3. října 2009 uskutečnila první komerční let s palivem z přírodního benzínu z Dauhá do australského Melbourne.[zdroj?] V roce 2010 se uskutečnil první samostatný let s nákladem sesterské společnosti Qatar Airways Cargo, 18. května, letěl nákladní Boeing 777F na trase Dauhá–Amsterdam.

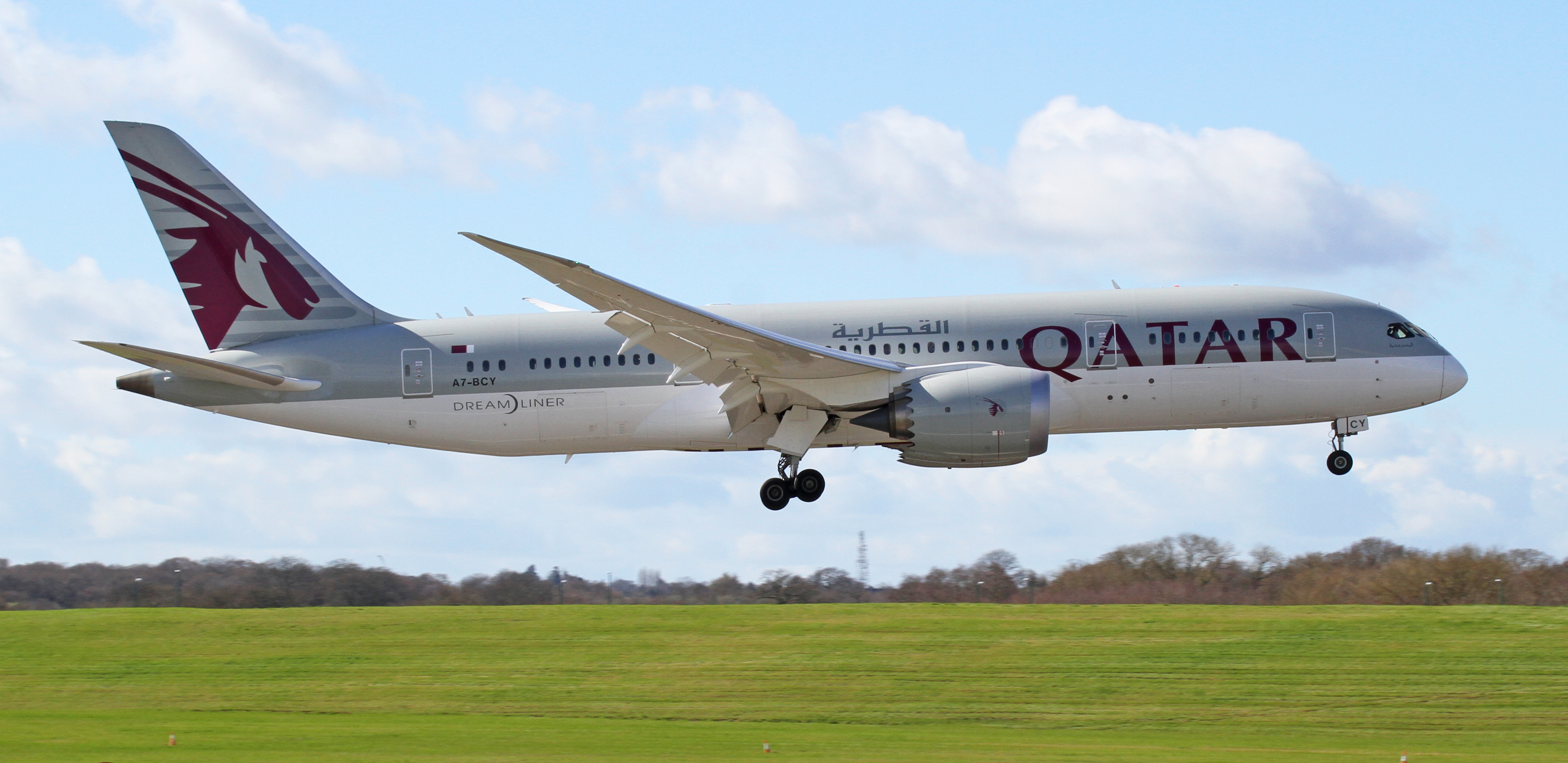
Boeing 787-8 Dreamliner Qatar Airways při přistání na letišti Birminghamu, 2017

Dne 8. 2012 října byl oznámen vstup Qatar Airways do aliance aerolinií Oneworld. Plnohodnotným členem se aerolinky staly až o rok později, tedy 30. října 2013. Byl také dodán první dodaný Boeing 787-8 Dreamliner, první let s ním se uskutečnil 13. prosince 2012 na trase z Londýna-Heathrow a Dauhá. O rok později (17. listopadu 2013) společnost objednala další letadla od Boeingu, a to 50 kusů letadel Boeing 777-9X.
V květnu 2014 došlo k velkému přemístění hlavního leteckého uzlu této společnosti. Bylo totiž otevřeno nové letiště Dauhá–Hamad, kam se společnost přesunula ze zastaralého a kapacitně nedostačujícího letiště Dauhá. To bylo následně uzavřeno pro civilní letectví.
V červnu 2017 postihla Qatar Airways katarská diplomatická krize, byly nuceny přestat létat do Saúdské Arábie, Spojených arabský emirátů, Bahrajnu, Jemenu, na Maledivy a do Egypta. Této společnosti bylo zakázáno létat také na území těchto států, takže se značně prodloužily například lety do Afriky. Naskytlo se také mnoho přebytečných letadel na krátké trasy (zejména Airbusů A320). Ty společnost pronajala i s posádkami například britským British Airways, kterým stávkoval personál. Na přelomu října a září 2017 společnost získala 49 % podíl ve firmě AQA Holding, která vlastní italskou leteckou společnost Meridiana.
Qatar Airways byly dle agentury Skytrax nejlepší aerolinií světa roku 2019. Získaly největší podíl z více než 21 milionů hlasů.
Kvůli pandemii covidu-19 v roce 2020 společnost omezila celkem 75 % ze svých provozovaných leteckých linek. Firma se v květnu 2020 rozhodla odměnit zdravotnické pracovníky po celém světě za boj proti onemocnění covid-19. V průběhu jednoho týdne rozdala zdravotníkům po celém světě 100 000 letenek zdarma.

## Praha

### Osobní linka

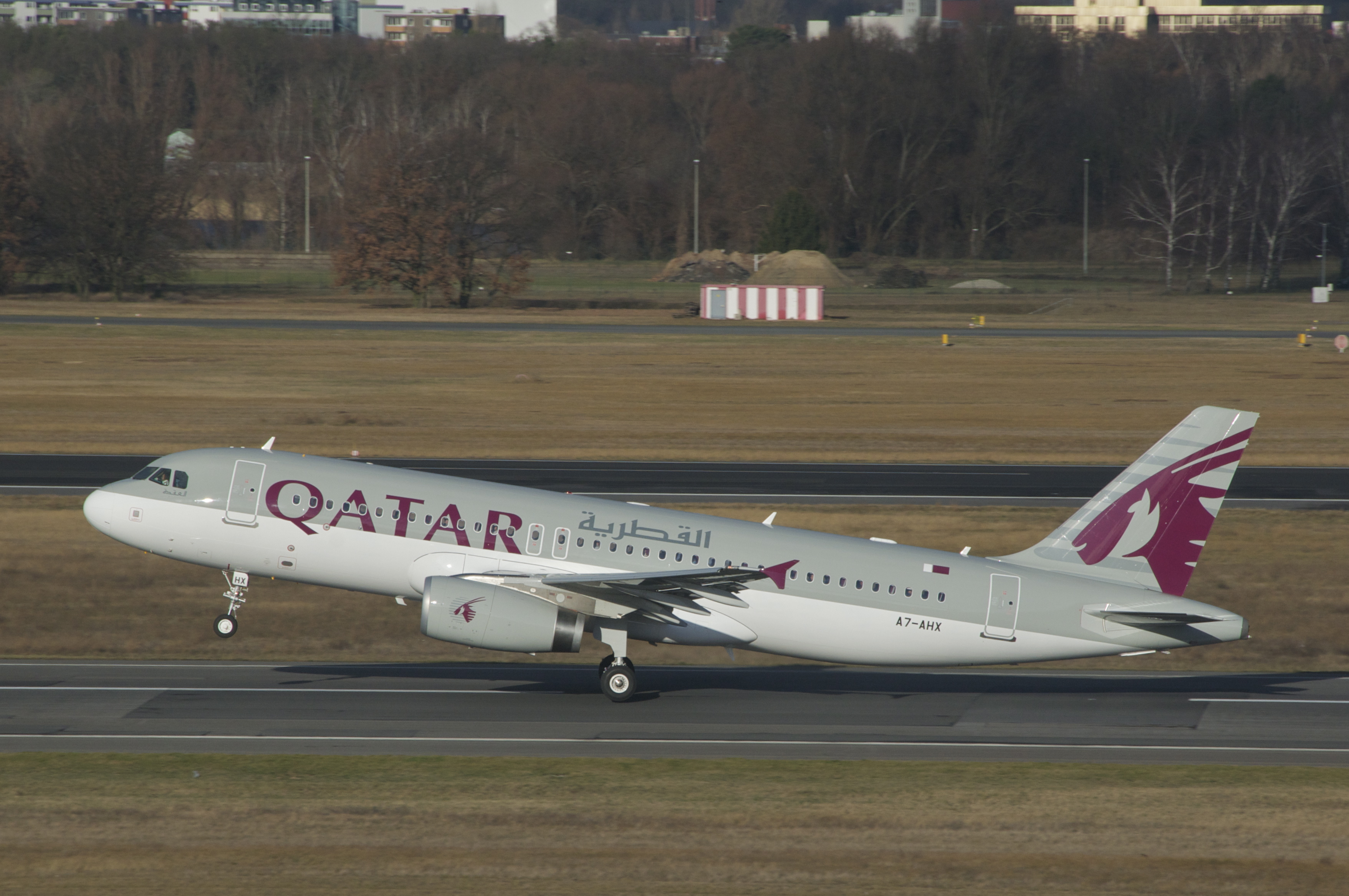
Airbus A320-200 Qatar Airways vzlétající z Curychu, 2012

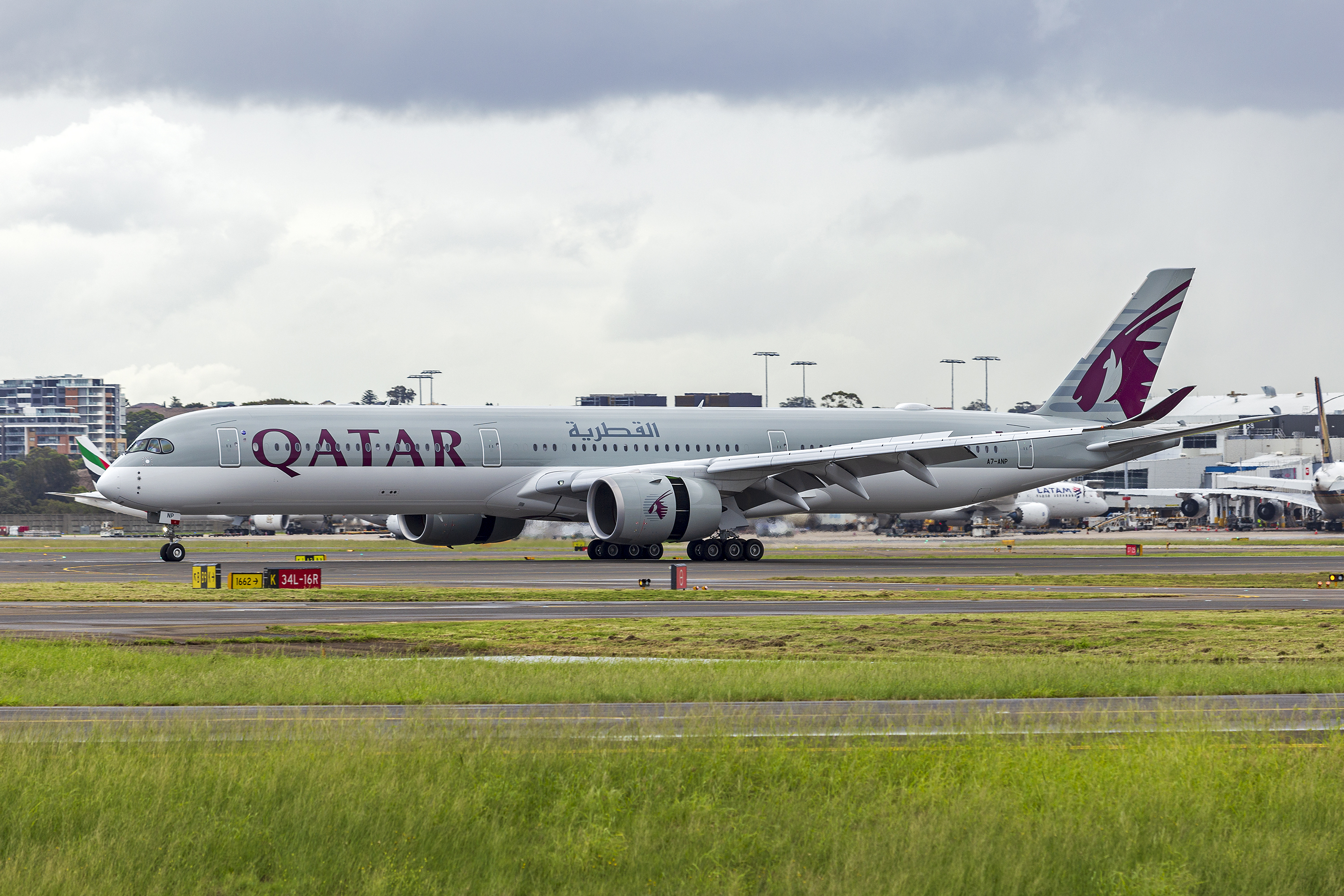
Airbus A350-1000 na letišti v Sydney

Od 21. srpna 2017 létá Qatar Airways dvakrát denně na pražské letiště Václava Havla. Předprodej letenek začal už 3. července 2017. Původně Qatar Airways uvažoval o spuštění této linky až v létě 2018 se strojem Airbus A330-200. Na lince létá Airbus A320 a od 28. října 2018 je v polední frekvenci nasazen letoun Boeing 787-8 Dreamliner. Qatar Airways byly první, které Dreamliner do Prahy začaly pravidelně provozovat, o den později tento stroj nasadil ve verzi 787-9 do Prahy korejský dopravce Korean Air. Od letního letového řádu 2020 společnost plánovala nahrazení Airbusu A330-200 kapacitně větším A330-300, zároveň na ranní frekvenci nasadí větší Airbus A330-200.
Kvůli pandemii covidu-19 v roce 2020 společnost omezila 75 % provozovaných spojení, včetně letů do Prahy. Od 23. do 31. března omezila linky na jednu denně. Mezi 1. dubnem a 1. červnem 2020 budou pouze 3 lety týdně.

### Nákladní linka

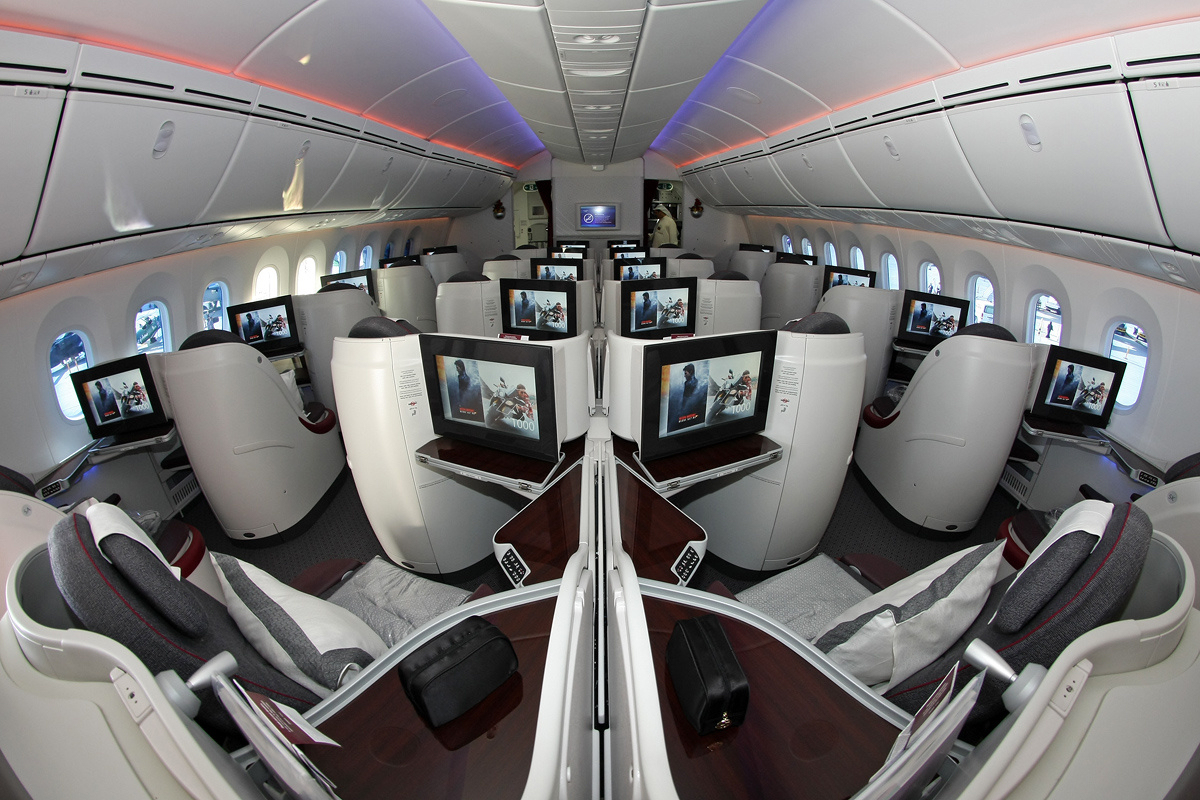
Stará verze business třídy v .Boeingu 787-8

Již od roku 2016 létá tento dopravce pravidelně do Prahy na nákladní lince Dauhá – Budapešť – Praha. Dříve se na lince objevoval Airbus A330 nákladní verze 200F. Od roku 2021 na lince pravidelně létá Boeing 777F.

## Flotila

### Aktuální flotila
K březnu 2023 se flotila Qatar Airways skládá z následujících letadel:
| Letadlo           | Počet | Objednávky | Cestující     |
| ----------------- | ----- | ---------- | ------------- |
| Airbus A320-200   | 29    |            | 132, 144      |
| Airbus A320neo    | 0     | 50         |               |
| Airbus A330-200   | 6     |            | 260           |
| Airbus A330-300   | 7     |            | 305           |
| Airbus A350-900   | 34    |            | 283           |
| Airbus A350-1000  | 19    | 19         | 327           |
| Airbus A380-800   | 10    |            | 517           |
| Boeing 737MAX 8   | 2     | 7          | 176           |
| Boeing 737 MAX 10 | 0     | 25         |               |
| Boeing 777-200LR  | 9     |            | 259, 272      |
| Boeing 777-300ER  | 54    |            | 354, 358, 412 |
| Boeing 777-9      | 0     | 50         |               |
| Boeing 787-8      | 30    |            | 254           |
| Boeing 787-9      | 11    | 19         | 311           |
| Celkem            | 211   | 172        |               |

| Letadlo       | Počet | Objednávky |
| ------------- | ----- | ---------- |
| Boeing 747-8F | 2     |            |
| Boeing 777F   | 26    | 2          |
| Boeing 777-8F | 0     | 34         |
| Celkem        | 28    | 36         |